# 可可球二孢菌
可可球二孢菌（Lasiodiplodia theobromae）是一種植物病原，宿主範圍非常廣泛。它會導致感染的大多數物種腐爛和枯萎。這是柑橘常見的採收後真菌病害，稱為莖端腐病。它是引起葡萄潰瘍病的病原。它也感染蘇木（Biancaea sappan），一種開花樹種。
在極少數情況下，它被發現會引起真菌性角膜炎、指甲和皮下組織上的病變。
它與南部非洲猴麵包樹的廣泛死亡率有關。一項初步研究發現其死亡原因複雜，需要進行詳細研究。

## 寄主與病徵
L. theobromae 在熱帶和亞熱帶地區的各種不同寄主中引起諸如頂芽枯死、枯萎病和莖枯、根腐、蒂腐、果腐等疾病。寄主植物如番石榴、椰子、木瓜和葡萄等。葡萄座腔菌屬（Botryosphaeria）造成之頂芽枝枯，以前稱為葡萄潰瘍病，其症狀特色在造成葡萄系統性病害。這些症狀會影響植物的不同部位，透過觀察這些病徵可以用來診斷其感染病源。其病徵包含自傷口侵入的潰瘍，當以橫斷面切除頂芽枯死時引起楔形損害。 頂芽枝枯的特點是"dead arm"，與缺少刺激位置。其他症狀包括春季枝條發育不良、延遲芽點生長或使芽壞死、枝條白化等。芽壞死、芽衰竭、以及頂芽枯死皆為寄主植物維管束系統壞死的結果。
它也會影響榴槤屬的果實如Durio graveolens。

## 病害史
此真菌在患病的木材外以柄子器過冬。柄子器產生並釋放出暗褐色雙細胞形式有條紋的分生孢子，分生孢子透過風與雨水將真菌從病株向外傳播，再繼續傳播給其他健康的植株。當分生孢子落在新的傷口或損壞的木材上時，就會開始發展病害。分生孢子造成木材組織增生並開始損害維管束系統。 一開始在最初的感染點周圍形成潰瘍，最後在完全地損害維管束系統下導致木材壞死和枯死。在某些情況下，假囊殼在潰瘍外形成，並產生子囊孢子，其像分生孢子一樣散播並感染周圍的傷口。

## 管理
有許多不同的方法可以用來管理葡萄園中的枝枯病。可通過打破疾病週期來防止進一步感染，或者在初次感染後修復植物。在除去感染源時，須採取良好的衛生措施，以防止園中其他部分進一步感染，並避免交叉污染。下表為可用於預防和康復的策略：
| 目的 | 策略                                                                | 方法 |
| 預防 | 栽培途徑                                                            | - 避免於潮濕天氣時修剪（下雨過後大約2小時會釋放葡萄座腔菌科真菌的孢子） - 盡量減少修剪傷口的數量和大小 - 應以一定的角度進行切割，使水從木材表面排出 - 應在當季早期進行修剪，因為此時孢子產量較低或較晚，傷口較不易感染且癒合較快  |
| 預防 | 化學途徑 修剪傷口的保護是預防藤本植物軀幹疾病最有效和最經濟的方式。 | - 修剪傷口的保護：修剪後儘快將大量的殺菌劑、油漆、糊劑或生物防治劑直接施用於切口 - Vinevax™（生物防治劑）和Greenseal™是唯一在澳大利亞註冊用於修剪傷口保護的兩種產品（兩種產品均已註冊為用於控制彎孢殼屬（eutypa）真菌引起的枝枯） |
| 處理 | 去除感染木材                                                        | - 去除死亡的木頭以及其10厘米的健康組織 - 廣泛重修感染的冠或樹幹 - 從植物園中除去所有感染的木材 - 重新製作新的警戒線 - 用樹枝替換樹幹                                                                                              |